# Winterlandschaft mit Eisläufern und Vogelfalle
Winterlandschaft mit Eisläufern und Vogelfalle (auch Winterlandschaft mit Eisläufern oder Die Vogelfalle) ist ein Gemälde des flämischen Malers Pieter Bruegel der Ältere. Es zeigt eine dörfliche Szene, in der Menschen auf einem zugefrorenen Fluss eislaufen und sich Vögel auf dem schneebedeckten Boden und in kahlen Bäumen um eine Vogelfalle herum versammelt haben.
Von dem Motiv existieren weit über hundert bekannte frühe Versionen. Als Original wird ein Exemplar aus dem Jahr 1565 angesehen, das sich in den Königlichen Museen der Schönen Künste in Brüssel befindet. Die Zuschreibung dieser Fassung an Bruegel war allerdings lange umstritten und ist noch immer nicht zweifelsfrei geklärt. Bruegel galt für einige Zeit auch als Urheber einer Version des Kunsthistorischen Museums Wien, die mittlerweile mit Vorbehalten seinem Sohn Pieter Brueghel dem Jüngeren zugeschrieben wird.

## Versionen

### Brüsseler Version
Die Brüsseler Version ist ein 37 auf 55,5 Zentimeter großes Ölgemälde auf Eichenholz. Am rechten unteren Bildrand befindet sich eine Signatur Bruegels mit Datierung: „BRVEGEL / M.D.LXV“.
Das Bild gelangte als Teil der Sammlung Dr. F. Delporte in die Königlichen Museen der Schönen Künste (Inventarnummer 8724). 1927 veröffentlicht, wurde die Zuschreibung des Gemäldes an Pieter Bruegel den Älteren früh bezweifelt, unter anderem von Gustav Glück und Will Grohmann. Klaus Ertz entwickelte eine Theorie, wonach die Urfassung des Gemäldes auch ein verlorenes Werk von Bruegels zweitem Sohn Jan Brueghel dem Älteren sein könnte, zu dem er durch Brueghels Heimkehr der Jäger inspiriert worden sein könnte. Im Mittelgrund dieses aufs gleiche Jahr datieren Gemäldes finden sich verschiedene Szenen der Komposition wieder.

### Wiener Version
Die Wiener Version ist ebenfalls in Ölfarben auf Eichenholz gemalt. Die Tafel misst etwa 39 auf 57 Zentimeter, mit Rahmung nimmt das Gemälde 52,2 auf 69,5 Zentimeter bei 6 Zentimetern Tiefe ein. Es ist am unteren rechten Rand signiert und datiert: „P. BRVEGH[…] 1601“, die Jahreszahl ist jedoch kaum noch lesbar. Das Werk gehörte zur Sammlung Leopold Wilhelm und befindet sich unter der Inventarnummer GG_625 in der Gemäldegalerie des Kunsthistorischen Museums Wien; das Museum schreibt es mit dem Klammerzusatz „fraglich“ an Pieter Brueghel den Jüngeren zu.

### Weitere Versionen
Von dem Gemälde existieren zahlreiche frühe Repliken und Kopien. Es zählte zu den populärsten Kompositionen der Niederländischen Landschaftsmalerei und zu den bekanntesten der Künstlerdynastie Brueghel. Aus deren Werkstätten, vor allem von Pieter dem Jüngeren produziert, sind rund 130 bekannte Kopien des Motivs erhalten, die sich meist kaum unterscheiden.
Sie befinden sich unter anderem im Nationalmuseum Breslau und im Bonnefantenmuseum in Maastricht.

## Beschreibung
Das Gemälde ist vor allem in Weiß und hellen, beigen und bläulichen Grautönen gehalten. Es zeigt eine winterliche, verschneite Landschaft. Etwa das obere Bilddrittel wird vom Himmel eingenommen. Am Horizont ist in der Ferne durch die schneebedeckte Ebene die Silhouette einer Stadt zu erkennen. Der Bildmittelgrund wird von einer dörflichen Kulisse gerahmt, bestehend aus knapp einem Dutzend rötlicher Häuser und einer Kirche, allesamt mit schneebedeckten Dächern. Das Dorf wurde als Sint-Anna-Pede bei Brüssel identifiziert, dessen gotische Dorfkirche beispielsweise auch in Bruegels Der Blindensturz wiedergegeben ist. Die ferne Stadt soll Antwerpen sein.

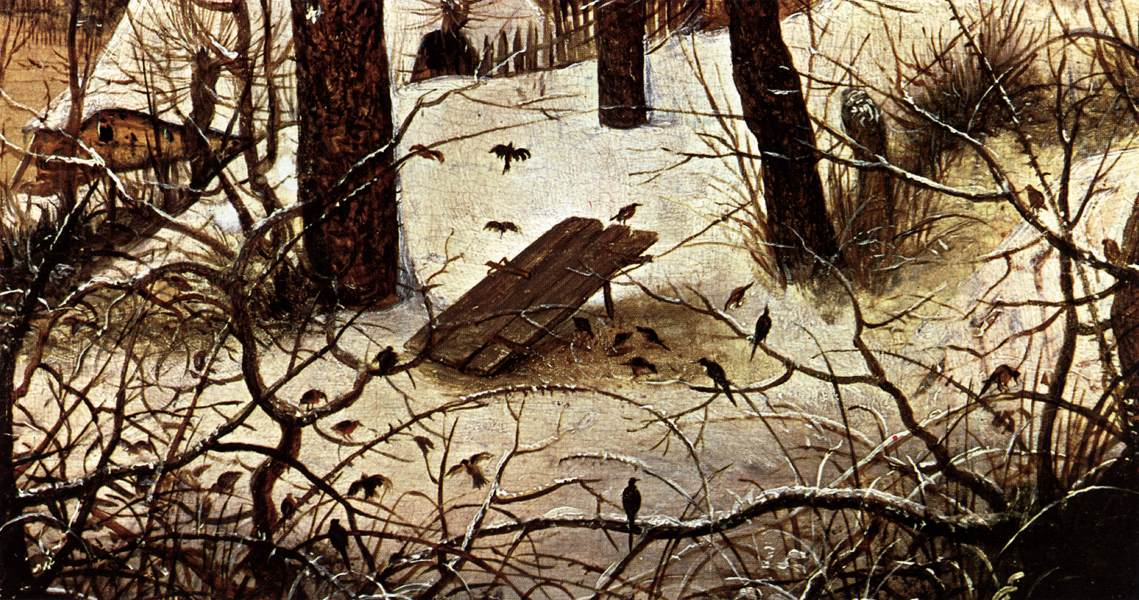
Detail: die Vogelfalle

Die gesamte Landschaft ist vereinzelt mit kahlen Bäumen besetzt. Der Bildvordergrund teilt sich in zwei Szenen: Links, auf etwas mehr als der Hälfte der Bildbreite vergnügen sich viele Leute auf dem Eis eines zugefrorenen Flüsschens. Die rechte Bildseite zeigt am Ufer eine Ansammlung von Vögeln um eine Vogelfalle. Die Menschen sind auf dem Eis verstreut. Allein oder in kleineren Grüppchen laufen sie Schlittschuh oder spielen, unter anderem Colf, ein dem Golf ähnlicher Sport, und Klootschieten, vergleichbar mit Eisstockschießen. Fast durchweg dunkel, vereinzelt auch in kräftigem Rot gekleidet, heben sie sich deutlich von der hellen, nahezu monochromen Umgebung ab. Rechts am Flussufer stehen ebenso dunkle Bäume, auf deren kahlen Ästen Schnee liegt. Von unten ragen die laublosen Zweige mehrerer Büsche ins Bild. Ein besonders hoher Baum erreicht mit der vollen Breite seiner Krone den oberen Bildrand. Unter diesem, aus Sicht des Betrachters rechts vom Stamm und leicht nach vorn versetzt, steht die namensgebende Vogelfalle. Sie besteht aus einem schräg aufgestellten, links mit einem Stock abgestützten Brett. In ihrer unmittelbaren Nähe picken mehrere schwarze Vögel im Schnee, im Geäst der umliegenden Gewächse sitzen weitere.
Die vielen Reproduktionen des Gemäldes unterscheiden sich kaum von der Brüsseler Version. In einzelnen Fällen wurden Figuren hinzugefügt.

## Deutungen
Das Gemälde gilt als Prototyp und Wegbereiter einer Gattung von Winterlandschaften, die im 17. Jahrhundert weit verbreitet und sehr beliebt war. Insbesondere die lebendige Charakterisierung der Jahreszeit durch Farbwahl und Wiedergabe der Lichtverhältnisse war grundlegend für das Genre.
Darüber hinaus wird vielfach die Auffassung vertreten, dass Bruegel durch die Gegenüberstellung von Menschen, die zum Vergnügen aufs Eis gehen, und Vögeln, die vom Futter zur Falle gelockt werden, ein Gemälde mit moralisierender Tendenz geschaffen hat. Der Künstler ziehe einen Vergleich zwischen den fröhlich-unbekümmerten Menschen und den arglosen Tieren, die unter der todbringenden Falle nach Futter suchen. In ihrer Darstellung ähneln die menschlichen und die tierischen Figuren einander stark: Beide sind vornehmlich schwarz mit vereinzelten Rottönen und bilden dadurch einen starken Kontrast zur weißlichen Umgebung. Zwei Vögel, die auf einem Ast sitzen, der aus Sicht des Betrachters vor die Eisfläche ragt, sind in der gleichen Größe gemalt wie die Eisläufer, die sich im dargestellten Raum weit von ihnen entfernt, aber auf der Leinwand direkt neben ihnen befinden. Die Parallele zwischen den beiden Situationen wird interpretiert als Warnung des Künstlers, sich leichtsinnig und unbekümmert in Gefahr zu begeben. Gleichzeitig sei das Gemälde eine Allegorie der lubricitas vitae, der Unsicherheit des Daseins.